# Timpoko Helène Kienon-Kabore
Timpoko Helène Kienon-Kabore é uma arqueóloga. Ela é professora da Unidade de Pesquisa da Sociedade Humana e Ciência da Universidade Felix Houphouet-Boigny de Cocody em Abidjan, Costa do Marfim. É assessora de património arqueológico do Ministério da Cultura e da Francofonia da Costa do Marfim.

## Pesquisa Metalúrgica
A pesquisa de Kienon-Kabore concentra-se na análise metalúrgica. Ela publicou sobre as origens e o desenvolvimento da metalurgia em Burkina Faso e na Costa do Marfim. Além disso, ela estudou e publicou sobre população e paleoambiente no Senegal. A sua tese de doutoramento sobre La métallurgie ancienne du fer au Burkina Faso, province du Bulkiemdé [microform]: approche ethnologique, historique, archéologique et métallographique foi premiada pela Universidade Paris 1 Panthéon-Sorbonne em 1998. Ela também é membro do Comité da Associação Arqueológica da África Ocidental e já realizou apresentações nas suas conferências.